# Strymon columella
Strymon columella is een vlinder uit de familie van de Lycaenidae. De wetenschappelijke naam van de soort werd als Hesperia columella in 1793 gepubliceerd door Johann Christian Fabricius.

## Synoniemen
- Papilio dion Schaller, 1788
- Tmolus erytalus Butler, 1870
- Thecla antigua Comstock & Huntington, 1943